# لوتشانو سباليتي

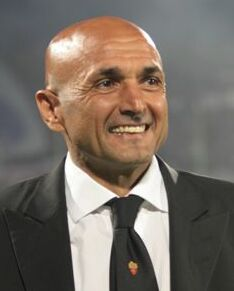
لوتشانو سباليتي

لوتشيانو سباليتي (Luciano Spalletti) (تشيرتالدو بمقاطعة فلورنسا، 7 مارس 1959) مدرب حالي ولاعب كرة قدم إيطالي سابق بمركز لاعب خط الوسط، والمدير الفني الحالي لمنتخب ايطاليا، وسبق وأن درب عدة أندية إيطالية منها إنتر ميلان ونادي روما.

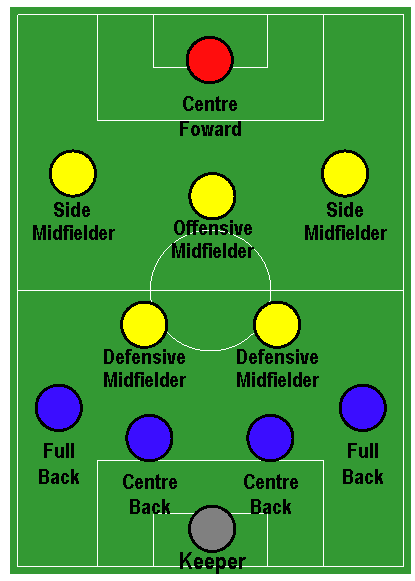
طريقة لعب سباليتي مع روما

فاز سباليتي بجائزة أفضل مدرب في دوري الدرجة الأولى الإيطالي لكرة القدم تقديرا للنجاح الذي حققه مع فريق أودينيزي 2005.
وحصل سباليتي على الجائزة التي يطلق عليها «المقعد الذهبي» عن موسم 2004-2005 بعد تصويت شارك فيه مدربون أعضاء في الاتحاد الإيطالي لمدربي كرة القدم.
وقاد سباليتي أودينيزي للحصول على المركز الرابع في الدوري الإيطالي 2004 لينتزع الفريق بطاقة التأهل لدوري أبطال أوروبا للمرة الأولى في تاريخه.
ترك سباليتي أودينيزي في نهاية الموسم 2005 وتولى بعدها تدريب فريق روما في 17 يونيو 2005 وفي موسم 2005-2006 ابتدع سباليتي أسلوب جديد في التدريب ترك له بصمة خاصة مع روما بأعتماده على اللعب بأسلوب اللعب بدون مهاجم صريح مع تكثيف خط الوسط.. وحقق النجاحات المتواصلة مع روما حيث قاده لاحراز ثلاث بطولات (بطولاتي كأس إيطاليا وكأس السوبر الإيطالي) وأيضا قاد روما لوصافة الدوري الإيطالي لثلاث مرات متتالية وكذلك قادهم إلى الدور ربع النهائي لدوري أبطال أوروبا 2006–07

## روابط خارجية
- لوتشانو سباليتي على موقع قاعدة بيانات كرة القدم.إي يو (الإنجليزية)
- لوتشانو سباليتي على موقع بيانات كرة القدم. دي إي (الألمانية)
- لوتشانو سباليتي على موقع Soccerbase.com (مدرب) (الإنجليزية)
- لوتشانو سباليتي على موقع عالم كرة القدم.نت (الإنجليزية)
- لوتشانو سباليتي على موقع كووورة